# 黃背芒蚜
黃背芒蚜（学名：Sitobion smilacicola）为常蚜科芒蚜屬下的一个种。